# مقاومة جينية بشرية للملاريا

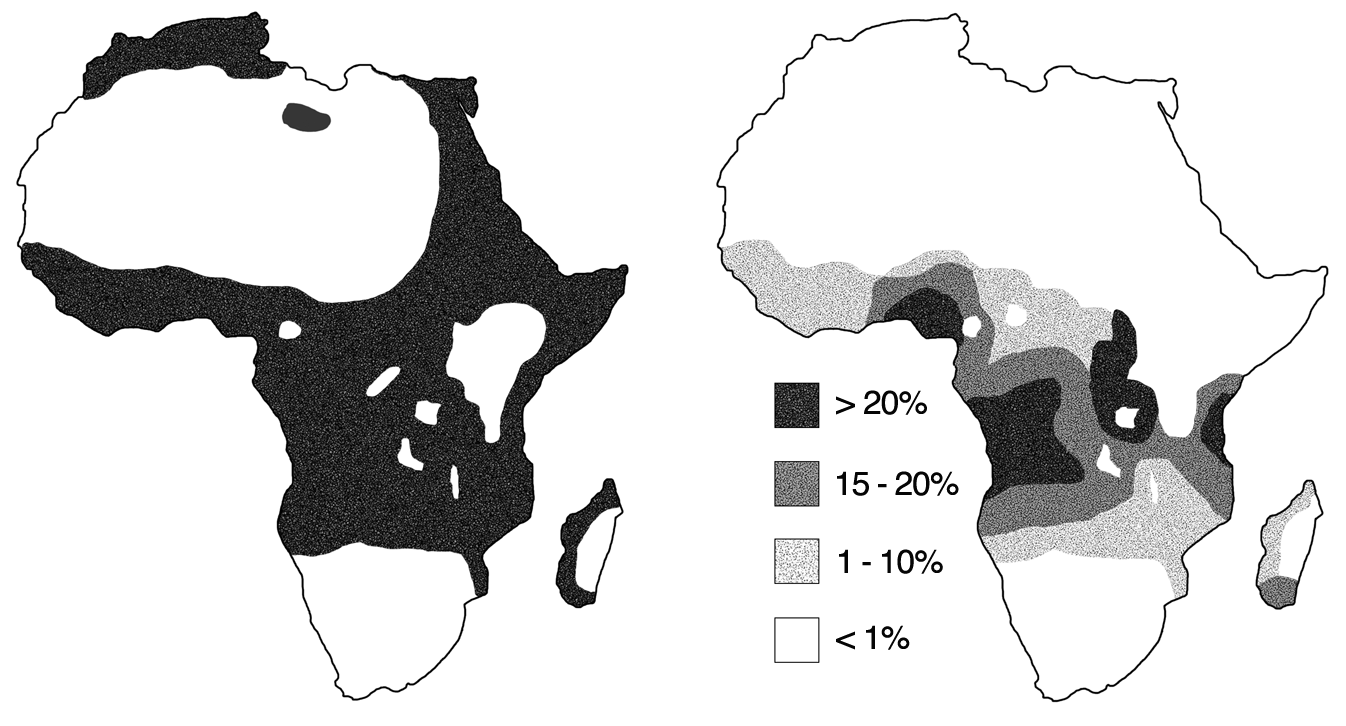
مقارنة بين توزيع الملاريا (يسار) وسِمة الخلايا المنجليَّة (يمين).

تشير المقاومة الجينية البشرية للملاريا إلى التغيرات الموروثة في الحمض النووي للبشر والتي تزيد من مقاومة الملاريا وتؤدي إلى زيادة بقاء الأفراد الحاملين لهذه التغيرات الجينية. من المحتمل أن يكون سبب وجود هذه الأنماط الجينية الضغط التطوري الذي تمارسه طفيليات من جنس المتصورة التي تسبب الملاريا. وبما أن الملاريا تصيب خلايا الدم الحمراء، فإن هذه التغيرات الجينية أكثر شيوعًا في الجزيئات الضرورية لوظيفة خلايا الدم الحمراء (وبالتالي بقاء الطفيليات)، مثل الهيموغلوبين والبروتينات الخلوية الأخرى أو الإنزيمات في خلايا الدم الحمراء. تحمي هذه التعديلات عمومًا خلايا الدم الحمراء من غزو طفيليات المتصورة أو تمنع نسخ (تكاثر) الطفيليات داخل خلايا الدم الحمراء.
هذه التغيرات الموروثة في الهيموغلوبين أو غيره من البروتينات المميزة، والتي تشكل سمات مهمة وثابتة إلى حد ما في الكيمياء الحيوية للثدييات، تسبب نوعًا من الأمراض الوراثية. لذلك، يشار إليها بأسماء اضطرابات الدم المرتبطة بها، مثل فقر الدم المنجلي والتلاسيميا ونقص نازعة هيدروجين الغلوكوز 6 فوسفات، وغيرها. وتسبب اضطرابات الدم هذه زيادة معدلات المراضة والوفيات في المناطق من العالم التي يقل انتشار الملاريا فيها.

## تطوير المقاومة الجينية للملاريا
لا يمكن للطفيليات المجهرية، مثل الفيروسات والأوليات التي تسبب الملاريا وغيرها من الأمراض، أن تتكاثر من تلقاء نفسها لذا تعتمد على مضيف لمواصلة دورة حياتها. تتكاثر هذه الطفيليات عن طريق غزو خلايا المضيف وإجبار الآليات الخلوية على تشكيل نسخ منها. في النهاية، يؤدي النَسخ غير المقيد إلى انفجار الخلايا، ما يؤدي إلى موتها وإطلاق الكائنات المعدية في مجرى الدم حيث يمكن أن تصيب الخلايا الأخرى. عندما تموت الخلايا وتتراكم المنتجات السامة لتكاثر الكائنات الحية الغازية، تظهر أعراض المرض. نظرًا إلى أن هذه العملية بحاجة إلى وجود بروتينات محددة ينتجها الكائن المعدي وكذلك الخلية المضيفة، يجعل التغيير الصغير جدًا في البروتين الضروري العدوى صعبة أو مستحيلة. تنشأ مثل هذه التغيرات عن طريق طفرة في الجين الذي يرمّز البروتين. إذا حدث التغيير في الأمشاج، أي الحيوانات المنوية والبويضة اللذان يندمجان لتشكيل الزيجوت الذي ينمو ليصبح إنسانًا، تُورّث الطفرة الوقائية. وبما أن الأمراض الفتاكة تقتل الكثير من الأشخاص الذين يفتقرون إلى الطفرات الوقائية، فإنه بمرور الوقت، يرث الكثير من الأشخاص في المناطق التي تتوطن فيها الأمراض الفتاكة طفرات وقائية.
عندما يصيب طفيلي المتصورة المنجلية خلية مضيفة، فإنه يغير خصائص غشاء خلايا الدم الحمراء، فيجعله «أكثر التصاقًا» بالخلايا الأخرى. يمكن أن تصبح مجموعات خلايا الدم الحمراء المصابة أكبر من حجم الشعيرات الدموية، وتلتصق بالبطانة، وتعرقل الدورة الدموية. عندما تتشكل هذه الانسدادات في الأوعية الدموية الدماغية، يحدث نقص الأكسجة الدماغية، ما يؤدي إلى أعراض عصبية تعرف باسم الملاريا الدماغية. تتميز هذه الحالة بالارتباك والتخليط وغالبًا ما تصل إلى غيبوبة نهائية. وتمثل 80% من وفيات الملاريا. لذلك، فإن الطفرات التي تحمي من عدوى الملاريا والموت بالملاريا تشكل ميزة كبيرة.
شكلت الملاريا أقوى ضغط اصطفائي معروف على الجينوم البشري منذ نشأة الزراعة خلال 10,000 سنة ماضية. ربما لم تتمكن المتصورة المنجلية من الانتشار بين السكان الأفارقة حتى ظهرت مجتمعات مستقرة كبيرة بالتزامن مع تطور الزراعة المحلية في إفريقيا (الثورة الزراعية). أصبحت الكثير من التبدلات الموروثة في خلايا الدم الحمراء شائعة في أجزاء من العالم حيث تتكرر إصابات الملاريا نتيجة للاصطفاء الذي يمارسه هذا الطفيلي. كان هذا الاصطفاء مهمًا تاريخيًا باعتباره أول مثال موثق للمرض بصفته عاملًا للاصطفاء الطبيعي لدى البشر. كان أول مثال على المناعة الفطرية الخاضعة لتحكم وراثي والتي تعمل في وقت مبكر من مسار العدوى، قبل المناعة التكيفية التي تمارس تأثيراتها بعد عدة أيام. في الملاريا، كما هو الحال في الأمراض الأخرى، تسبق المناعة الفطرية المناعة التكيفية وتحرضها.
تكون للطفرات آثار ضارة ومفيدة، أو لا يكون لها أي تأثيرات. تعتمد عدوى الملاريا على بروتينات محددة موجودة في جدران الخلايا وأماكن أخرى في خلايا الدم الحمراء. الطفرات الوقائية تغير هذه البروتينات بطرق تجعلها عصية على كائنات الملاريا. ومع ذلك، فإن هذه التغيرات تغير أيضًا أداء وشكل خلايا الدم الحمراء التي قد يكون لها آثار مرئية، إما بشكل واضح، أو عن طريق الفحص المجهري لخلايا الدم الحمراء. يمكن أن تضعف هذه التغيرات وظيفة خلايا الدم الحمراء بطرق مختلفة لها تأثير ضار على صحة الفرد أو طول عمره. ومع ذلك، إذا كان التأثير الإجمالي للحماية من الملاريا يفوق الآثار الضارة الأخرى، يُحتفظ بالطفرة الوقائية وتنتقل من جيل إلى جيل.
هذه التعديلات التي تحمي من عدوى الملاريا ولكنها تضعف خلايا الدم الحمراء تعتبر عمومًا اضطرابات في الدم لأنها تميل إلى إحداث آثار واضحة وضارة. ولم تُعرف وظيفتها الوقائية سوى في الآونة الأخيرة. بعض هذه الاضطرابات معروفة بأسماء لافتة ومبهمة مثل فقر الدم المنجلي، التلاسيميا، نقص نازعة هيدروجيناز الغلوكوز 6 فوسفات، كثرة الخلايا البيضاوية، كثرة الخلايا الإهليلجية، غياب مستضد غيربيتش ومستضد دافي. تشير هذه الأسماء إلى البروتينات أو الإنزيمات أو شكل أو وظيفة خلايا الدم الحمراء.

## المقاومة الفطرية
ينعكس التأثير القوي للمقاومة الفطرية الخاضعة للتحكم الوراثي في احتمال بقاء الأطفال الصغار في المناطق التي تتوطن فيها الملاريا. من الضروري دراسة المناعة الفطرية في الفئة العمرية الحساسة (أقل من أربع سنوات) لأن آثار المناعة التكيفية لدى الأطفال الأكبر سنًا والبالغين تطغى على آثار المناعة الفطرية. ومن الضروري أيضًا دراسة السكان الذين في المناطق التي لا يحدث فيها استخدام عشوائي للأدوية المضادة للملاريا. بعض المساهمات الأولى عن المقاومة الفطرية للعدوى لدى الفقاريات ومنها الإنسان ملخصة في هذا الجدول.
| سنة الاكتشاف | العامل الممرض     | آلية المقاومة                                  | المؤلفون    |
| 1954         | المتصورة المنجلية | فقر دم منجلي متغاير الزيجوت                    | أليسون      |
| 1975         | المتصورة النولسية | غياب التعبير عن مستضد دافي في الكريات الحمراء  | ميلر وآخرون |
| 1976         | المتصورة النشيطة  | غياب التعبير عن مستضد دافي على الكريات الحمراء | ميلر وآخرون |

ومن اللافت للنظر أن اثنتين من الدراسات الرائدة كانتا عن الملاريا. امتدت الدراسات الكلاسيكية على مستقبلات تول في ذبابة الفاكهة بسرعة إلى مستقبلات شبيهة بمستقبلات تول لدى الثدييات ثم إلى مستقبلات التعرف على الأنماط الأخرى، والتي تلعب أدوارًا مهمة في المناعة الفطرية. ومع ذلك، تظل المساهمات المبكرة بشأن الملاريا أمثلة كلاسيكية عن المقاومة الفطرية، التي صمدت أمام اختبار الزمن.

### آليات الحماية
لا تُفهم تمامًا الآليات التي تحمي كريات الدم الحمراء ذات الهيموغلوبين غير الطبيعي أو التي تعوز نازعة هيدروجين الغلوكوز 6 فوسفات جزئيًا من عدوى المتصورة المنجلية، على الرغم من وجود اقتراحات كثيرة. خلال مرحلة تكاثر الطفيلي في الدم المحيطي تستهلك طفيليات الملاريا مستوى عالٍ من الأوكسجين وتهضم كميات كبيرة من الهيموغلوبين. من المحتمل أن الخضاب المنجلي في الحويصلات الداخلية يصبح منزوع الأوكسجين ويتبلمر ويكون صعب الهضم. في خلايا الدم الحمراء التي تحتوي على الهيموغلوبين غير الطبيعي، أو التي تعوز نازعة هيدروجين الغلوكوز 6 فوسفات تنتج جذور الأكسجين، وتحفز طفيليات الملاريا إجهادًا تأكسديًا إضافيًا. يمكن أن يؤدي ذلك إلى تغيرات في أغشية الخلايا الحمراء، كنقل فوسفاتيديل سيرين إلى سطح الخلية، يلي ذلك تعرف البلاعم عليها وابتلاعها. يقترح المؤلفون أن هذه الآلية تحدث على الأرجح في وقت أبكر في الخلايا الحمراء غير الطبيعية مقارنةً بالخلايا الحمراء الطبيعية، وبالتالي يتعرقل تكاثر الطفيلي في الأولى. بالإضافة إلى ذلك، يقل ارتباط الخلايا المنجلية المصابة بالطفيلي بالخلايا البطانية للأوعية بشكل كبير بسبب تغير شكل بروتين الغشاء فيها. هذا البروتين هو رباط الطفيلي وعامل الفوعة الرئيسي على سطح الخلية. خلال المراحل المتأخرة من تكاثر الطفيلي، تلتصق الخلايا الحمراء بالبطانة الوريدية، ويمكن أن يؤدي تثبيط هذا الارتباط إلى عرقلة تكاثر الطفيلي.